# 和泉修
和泉 修（いずみ しゅう、1962年〈昭和37年〉6月14日 - ）は、日本のお笑いタレントであり、お笑いコンビ・ケツカッチンの一人。本名・釘田 修吉（くぎた しゅうきち）。参政党の奈良県支部顧問、外部アドバイザー。「足識食癒施術法」サロン経営。食育や健康についての講演を行う。
鹿児島県生まれ、大阪府泉南郡南海町（現・阪南市）育ち。元吉本興業所属（1986 - 2024年退社）。

## 来歴・人物
1962年生まれ、大阪府阪南市出身。1981年浪速高等学校、1986年同志社大学文学部文化学科国文学専攻（現・国文学科）卒業。卒業論文題目は「古代天皇とコトムケ -古事記におげる闘争の伝承を中心として-」 。
1984年6月、同志社大学の先輩である清水圭太とお笑いコンビ「圭太・修吉」（後の清水圭・和泉修、略称は「圭・修」）を結成し、吉本興業に所属。圭が活動の拠点を東京へ移す一方、修は引き続き大阪に残りピン芸人として活動。大学の修士課程で学びながら芸能活動を続けた。
芸人を志す前は、アマチュアボクシングの選手だった。高校時代にはインターハイのフェザー級で優勝し、大学時代にはキングスカップ全日本代表に選出され、ロスオリンピック候補選手になるなどの経歴を持つ。1990年にウェルター級でプロデビューし、2試合を闘った（2戦2勝、共に判定勝ち）。浪速高等学校でのボクシング部の先輩に赤井英和がおり、赤井とは長年の交友がある。赤井の世界タイトル挑戦試合ではセコンドの手伝いをした。赤井の芸能界入り後は、『なにわ友あれ赤井英和』（毎日放送）ほか数々の番組で共演した。
1994年、『ラスタとんねるず'94』（フジテレビ）のジャイアント将棋で、プロ格闘家に対してたびたび勝利し、とんねるずから「史上最強の芸人」とあだ名され、それから数年の間自ら「史上最強の芸人、和泉修です」と名乗っていた。第6局で芸人枠で初登場。渡辺二郎が欠場した分を畑中清詞をボクシング対決で破りカバーした（ボクサー枠はレパード玉熊が代役を務めた）。ここでの好成績が認められ、そのまま第7局・インテグラルにも参戦。ボクシング対決だけでも3勝1敗の成績を残した。
- 第6局
  - vs清水宏次朗 1R 勝利
  - vs畑中清詞 1R 勝利
- 第7局
  - vs輪島功一 1R 勝利
- インテグラル
  - vsマイケル・トンプソン 2R 2:47 敗戦

1996年「足つぼ健康法」と出会い、以後、2万人以上を施術。
2000年、同志社大学大学院総合政策科学研究科に入学（2004年、同志社大学大学院修了）。
2001年9月18日、圭・修を解散し、ベイブルース高山知浩（現・高山トモヒロ）とお笑いコンビ「ケツカッチン」を結成。
2005年4月1日 - 2010年、大阪産業大学人間環境学部の客員講師「笑いのコミュニケーション 」、2007 - 2012年に大阪国際大学経営ビジネス学部の客員教授「ビジネスコミュニケーション論」を務めた。
2011年、奈良県奈良市で、足つぼと食生活改善のサロン「足識食癒施術法」を経営。足裏の状態を見て食事法を提案し、症状を改善していく独自の「足識食癒（足で知り食で癒す）」施術法を提唱し、糖尿病、がんや脳梗塞、難病指定の潰瘍性大腸炎などを改善させると謳っている。和泉は、足ツボから何を食べ過ぎているかが分かると話している。医学や栄養学の学位はないが、施術と共に、食育や健康についての講演を各地で行う。

### 参政党での活動
2022年、参政党の結成に参加。奈良県支部顧問の他、党外部アドバイザーを務め、関西各地の街頭演説で演説を行う。和泉は10数年前に浪速高校ボクシング部の後輩である南出賢一泉大津市長の紹介で神谷宗幣（現:参政党代表）と知り合い、食と健康、教育の部分に共感した。
- 2022年9月公開の参政党の公式ドキュメンタリー映画「おはよう。―参政党の歩み―」に出演[2][13]。
- 2023年3月4日、参政党の政治資金パーティー「春のBAN政り（バンまつり）」に出演し、「『笑う』ことで健康になる」という漫才を行った[8][12]。
- 2024年1月27日、参政党の街頭演説で、吉本興業を退社したことを報告し、「参政党のため、子どもや次の世代、日本のために頑張りたい」と演説した[1]。和泉は、「がんが増えているのは『食べ物のせい』」であるとし、具体的な商品名を挙げると吉本に迷惑がかかることを理由に退社した[1]。また、自身がスポンサーへの忖度をせずに話すため、ここ10年は、テレビ、ラジオにほとんど出られていないと語っている[7]。
- 2024年10月27日投開票の第50回衆議院議員総選挙に参政党から比例近畿ブロック単独候補第4位として立候補したが落選。第1位に登載された3人がいずれも小選挙区との重複立候補者であり、その中で1人が惜敗率が最も高く復活当選を果たしたが、残りの2人の得票率がいずれも10%未満だったため名簿から削除され次点となった[14]。

## 書籍
- 足ツボ健康法 健康で長生きできれば思うツボ（青心社、ISBN 978-4-87892-335-7）

## 出演

### テレビ
過去の出演番組
- パコ2CH あ・きすとぜねこ → パコパコチャンネル 情・報・発・信・局（1990年4月 - 1992年3月、東海テレビ） - 月曜キャスター。
- キスした?SMAP （1993年4月 - 1994年3月、朝日放送） - 準司会。
- なにわ友あれ赤井英和（1994年10月 - 1999年3月、毎日放送）
- 吉本タイマン王（1997年10月 - 1998年3月、中京テレビ）
- あさパラ!（1998年 - 2020年3月7日、読売テレビ）- 準レギュラー
- GET!シリーズ（1999年4月 - 2004年10月、毎日放送）
- 2時ドキッ!（2000年7月 - 2004年3月、関西テレビ）- 火曜パネラー
- すぽーつアミーゴ!（関西テレビ）- 準レギュラー
- ぶっちゃけ!生タマゴン（関西テレビ）- 隔週パネリスト
- 笑激!!よしもとライブ（KBS京都）
- 吉本☆ぐいピコ!（KBS京都）
- ゲツキン! （2005年9月 - 2006年6月、読売テレビ） - 月曜・水曜コメンテーター。
- バーばーヤング（2005年10月 - 2007年3月、サンテレビ） - 常連客役。
- 大阪ほんわかテレビ（読売テレビ）
- たかじん胸いっぱい（関西テレビ）- 準レギュラー
- オール阪神・和泉修の行き当たりばったり釣り紀行（朝日放送）
- 三関王 （2010年 - 2023年、J:COM ウエスト）- MARIと共演。

### ラジオ
- ラジオRAMDA 金曜シューズ探検隊（1995年4月 - 1998年3月、ラジオ関西）
- 和泉修のスポーツシャッフル（1997年10月 - 1998年3月、MBSラジオ）
- ラジオよしもと むっちゃ元気!（1994年7月 - 2008年6月、ラジオ大阪）
- ラジオよしもと すこぶる元気!（2008年7月 - 2013年3月、ラジオ大阪）

## 選挙歴
| 当落 | 選挙                   | 執行日         | 選挙区           | 政党   | 得票数 | 得票率 | 定数 | 得票順位 /候補者数 | 政党内比例順位 /政党当選者数 |
| ---- | ---------------------- | -------------- | ---------------- | ------ | ------ | ------ | ---- | ------------------ | ---------------------------- |
| 落   | 第50回衆議院議員総選挙 | 2024年10月27日 | 比例近畿ブロック | 参政党 | ーー票 | ーー   | 28   | /                  | 2/1                          |